# 라일날여우박쥐
라일날여우박쥐(Pteropus lylei)는 큰박쥐과에 속하는 박쥐의 일종이다. 캄보디아와 태국 그리고 베트남에서 발견된다. 일부 도시 지역에서도 잘 발견된다.